# 마리나 옵샨니코바
마리나 옵샨니코바(러시아어: Марина Овсянникова, 혼전 성씨: 트카추크(Ткачук), 1978년 ~ )는 러시아의 텔레비전 프로듀서로, 페르비 카날에 근무했었다. 그녀는 2000년대 초부터 러시아의 주요 저녁 뉴스 방송인 브레먀에서 일했었다. 2022년 러시아의 우크라이나 침공에 항의하기 위해 국영 러시아 TV 뉴스 방송을 중단했으며, 국제적으로 뉴스에 보도되었다. 그녀는 체포되어 변호사를 만나지 못한 채 구금되어 벌금을 부과받았다가 나중에 석방되었다.